# Моченки
Моченки — деревня в Зуевском районе Кировской области.

## География
Находится на правобережье реки Чепца на расстоянии примерно 13 километров по прямой на северо-восток от районного центра города Зуевка.

## История
Упоминается с 1873 года, когда здесь было учтено дворов 12 и жителей 93, в 1905 было 10 и 71, в 1926 — 10 и 72, в 1950 — 20 и 66 соответственно. В 1989 году отмечено 6 жителей. С 2006 по 2019 год входила в Чепецкое сельское поселение.

## Население
Постоянное население составляло 2 человека (русские 100 %) в 2002 году, 1 в 2010.